# Bidaspa subpurpurea
Bidaspa subpurpurea är en fjärilsart som beskrevs av John Henry Leech 1890. Bidaspa subpurpurea ingår i släktet Bidaspa och familjen juvelvingar. Inga underarter finns listade i Catalogue of Life.